# جون لويس (حكم كرة قدم)
جون لويس (بالإنجليزية: John Lewis)‏ (و. 1855 – 1926 م) هو حكم كرة قدم، ولاعب كرة قدم بريطاني، توفي عن عمر يناهز 71 عاماً.